# Пандемониум (Изгубеният рай)
Пандемониум е столицата на Ада в епическата поема на Джон Милтън „Изгубеният рай“ (1667).
Думата произлиза от гръцкото παν, което означава „всичко“ или „всеки“ и δαιμόνιον, което означава „малък дух“ или „малък ангел“ или, както го интерпретират християните, „малък демон“, а по-късно „демон“. Така, в груб превод, думата означава „Всички демони“, но може да бъде интерпретирана и като Παν-δαιμον-ειον, т.е. „Място на всички демони“.
Милтън измисля името за столица на Ада, „главен град на Сатаната и неговите перове“, построен от падналите ангели по предложение на Мамон в края на Книга I от „Изгубеният рай“. Проектиран е от архитекта Мулсибер, който е проектирал и райските дворци, преди да падне (в произведението на Милтън, Мулсибер е и римския бог Вулкан). Книга II започва с диалог в „Стигийския съвет“ в съвещателната зала в Пандемониум. Демоните я построяват само за час, но тя далеч надминава всички човешки дворци; въпреки това като размери вероятно не се отличава особено, тъй като демоните смаляват титаничните си размери, за да се поберат вътре.